# Щепетильникова Єлизавета Євгеніївна
Щепетильникова Єлизавета Євгеніївна (нар. 24 квітня 1990, м. Старобільськ, Луганська область, Україна) — українська дослідниця, громадська діячка, активістка студентського та молодіжного руху, учасниця Євромайдану. З 2023 року виконавча директорка Альянсу українських університетів.
Очолювала Українську асоціацію студентського самоврядування у 2010–2015 роках. Брала участь в розробці Закону України «Про вищу освіту» у складі робочої групи під керівництвом ректора НТУУ «КПІ» Михайла Згуровського. Була обрана представниками студентів до складу президії Всеукраїнського об'єднання «Майдан» під час Революції гідності. Експерт з питань української вищої освіти, інтернаціоналізації вищої освіти, глобального студентського руху та розвитку студентського самоврядування. Досліджує системи вищої освіти та соціологію інтелектуалів у пострадянських країнах.

## Життєпис

### Освіта
У 2007 році закінчила Старобільську гімназію та вступила до Університету «КРОК», де отримала ступінь бакалавра з міжнародної економіки. Має ступінь магістра за спеціальністю управління проєктами (Університеті «КРОК», 2013).
В 2006 році стала стипендіатом програми обміну майбутніх лідерів FLEX та навчалася протягом року в старшій школі північного Канзас Сіті, штату Міссурі, США. В 2013 році отримала стипендію програми імені Фулбрайта, по котрій у 2016 році отримала ступінь магістра з міжнародної освіти в Університеті Джорджа Вашингтона. 
У 2024 році здобула ступінь доктора філософії (PhD) на факультеті освіти Університету Гонконгу. Протягом 2021-2024 років асистувала в дослідницькому центрі порівняльної освіти університету. Проводить порівняльні дослідження трансформацій у вищій освіті, її інтернаціоналізації, деколонізації та вивчає питання епістемологічних нерівностей.

## Професійна діяльність
У 2007–2010 роках активна учасниця студентського самоврядного руху Університету «КРОК». В 2009 році рішенням Виконкому УАСС призначена на посаду Заступника Голови Секретаріату з питань міжнародного співробітництва. Восени того ж роду делегована до складу Правління Європейського союзу студентів, як представниця України. 6 березня 2010 року обрана на посаду президента Української асоціації студентського самоврядування, котру обіймала до лютого 2015 року. В 2010–2012 роках член національного комітету громадянської кампанії «Молодіжна варта: молодь за вами спостерігає!».
Перебуваючи на посаді президента УАСС була активним супротивником політики Міністерства освіти і науки, під керівництвом Дмитра Табачника. Брала участь у проведенні кампаній з протидії політики Міністерства, зокрема щодо зменшення соціального забезпечення студентів та виступала проти законопроєктів «Про вищу освіту», розроблених Міністерством у 2010–2012 роках. Брала участь у розробці діючого Закону України «Про вищу освіту» у складі робочої групи під керівництвом ректора Національного технічного університету України «Київський політехнічний інститут» Михайла Згуровського, а також у просуванні законопроєкту до прийняття Верховною Радою.
За вагомий внесок у розвиток студентського самоврядування Університету «КРОК» нагороджена Зіркою «КРОКу» в 2010 році. В 2014 році стала лауреатом премії Верховної Ради України за внесок молоді у розвиток парламентаризму, місцевого самоврядування.
У 2016-2020 роках реалізовувала програми технічної допомоги для розвитку української освіти. Зокрема, організовувала навчальні програми щодо інтернаціоналізації для українських закладів вищої освіти та щодо освітнього консультування для вчителів шкіл, молодіжних працівників та громадських активістів, консультувала абітурієнтів щодо можливостей навчання закордоном. Дописує аналітичні матеріали для онлайн видання Дзеркало Тижня.